# Tanaostigmodes madrensis
Tanaostigmodes madrensis är en stekelart som beskrevs av Lasalle 1987. Tanaostigmodes madrensis ingår i släktet Tanaostigmodes och familjen Tanaostigmatidae. Inga underarter finns listade i Catalogue of Life.